# رأس حربي

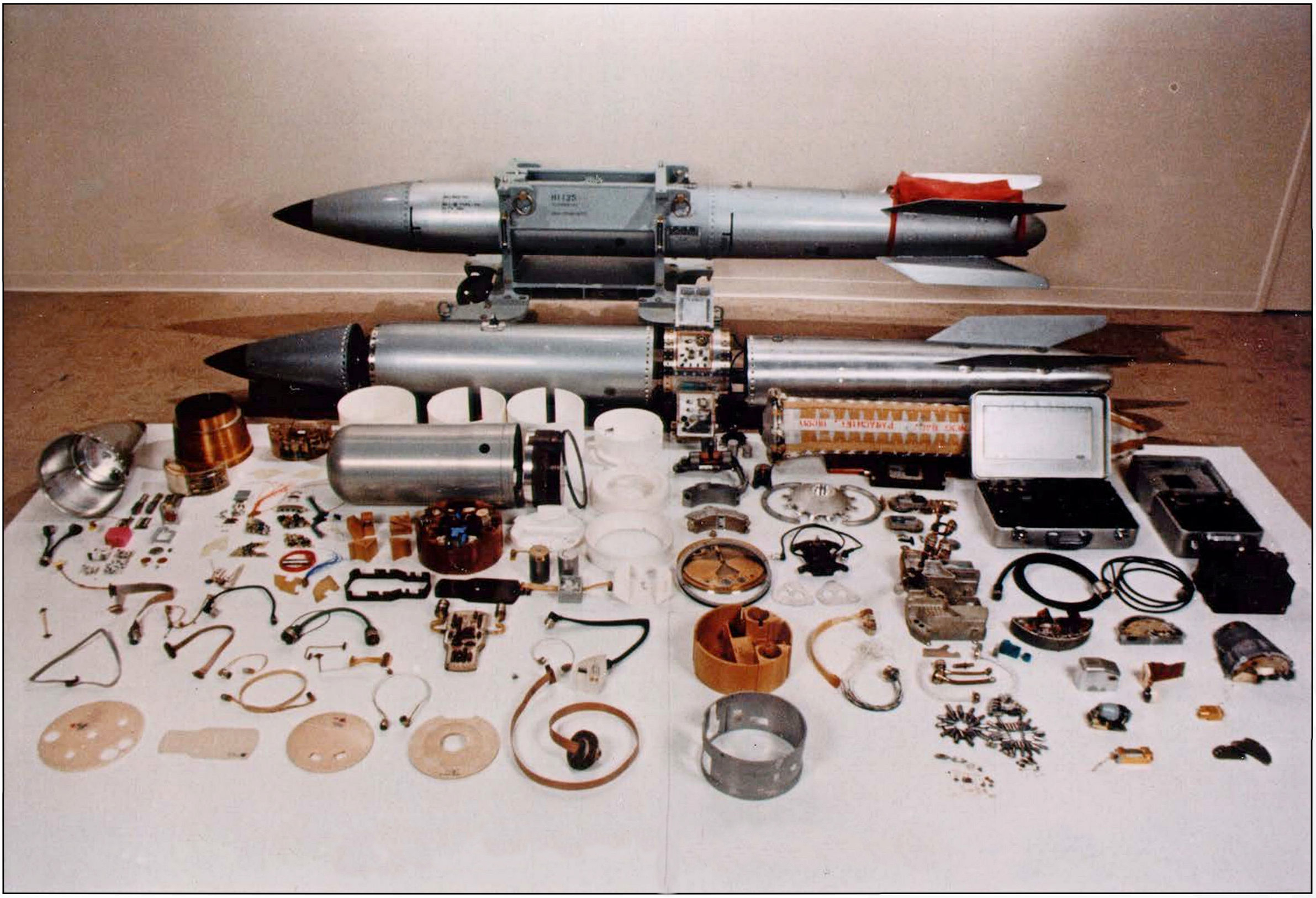
قنبلة نووية بي 61 في مراحل مختلفة من التجميع ؛ والرأس الحربي النووي هو العلبة الفضية على شكل رصاصة في منتصف يسار الصورة.

الرأس الحربي هو المادة المتفجرة أو السامة التي تُطْلَق بواسطة قذيفة أو صاروخ أو طوربيد. وهو أحد أنواع القنابل .

## أجهزة التفجير
أنواع أجهزة التفجير تشمل:
| نوع           | تعريف |
| ------------- | --- |
| الإتصال       | عندما يصطدم الرأس الحربي بالهدف، تَنْفَجِرُ الشحنة الْمُتَفَجِّرَة. يقترن أحيانًا بتأخير، لينفجر في فترة زمنية محددة بعد الاتصال. |
| قرب           | باستخدام الرادار أو الموجات الصوتية أو المستشعر المغناطيسي أو الليزر، يَنْفَجِرُ الرأس الحربي عندما يكون الهدف ضمن مسافة محددة. غالبًا ما يكون مقترنًا بنظام التحكم في الانفجار الاتجاهي الذي يضمن أن الانفجار يرسل التشظي بشكل أساسي نحو الهدف الذي تسبب فيه. |
| التحكم عن بعد | تُفَجَّر عن بعد عبر إشارة من المشغل (لا تستخدم عادة للرؤوس الحربية باستثناء التدمير الذاتي). |
| موقوت         | تُفَجَّر الرؤوس الحربية بعد فترة زمنية محددة. |
| ارتفاع        | تُفَجَّر الرؤوس الحربية بمجرد وصولها إلى ارتفاع محدد. |
| مشترك         | أي مزيج من أعلاه. |